# Timonius ngoyensis
Timonius ngoyensis är en måreväxtart som beskrevs av Rudolf Schlechter. Timonius ngoyensis ingår i släktet Timonius och familjen måreväxter.
Artens utbredningsområde är Nya Kaledonien. Inga underarter finns listade i Catalogue of Life.